# Perserajuk
Il Perserajuk è una montagna della Groenlandia di 669 m. Si trova a 69°19′N 50°42′W; appartiene al comune di Avannaata.